# Chase (Film)
Chase (Originaltitel: Last Seen Alive, Verweistitel: Chase – Nichts hält ihn auf) ist ein US-amerikanischer Action-Thriller unter der Regie von Brian Goodman und dem Drehbuch von Marc Frydman. In den Hauptrollen spielen Gerard Butler, der den Film auch produziert hat, Jaimie Alexander und Russell Hornsby. Der Film handelt von einem Mann, der auf der Suche nach seiner verschwundenen Frau das Gesetz in die eigenen Hände nimmt.
Er wurde in den Vereinigten Staaten am 3. Juni 2022 veröffentlicht und erhielt gemischte Kritiken.

## Handlung
Der Film beginnt mit einer kurzen Szene, in der Detective Paterson Knuckles der Entführung an Lisa Spann beschuldigt und ihm mit lebenslanger Haft droht. Als der Detective ihm die Kehle zuschnürt und fragt, wo sie ist, keucht Knuckles schließlich: „Sie ist tot.“
Der reiche Immobilienmakler Will Spann und seine Frau Lisa fahren zum Haus von Lisas Eltern, wo sie nach einer Affäre etwas Zeit für sich haben möchte. Bevor sie das Haus erreichen, halten sie zum Tanken an, und Lisa geht in die Tankstelle, um eine Flasche Wasser zu kaufen. Als sie den Laden verlässt, wird sie von einem Mann angesprochen, doch als sie auf ihn zugeht, hält ein großer weißer Lastwagen an und versperrt den Blick auf den Rest ihrer Interaktion. Will ist mit dem Tanken fertig und sucht nach Lisa, kann sie aber weder im Laden noch in den Toiletten finden. Er gerät in Panik, sucht verzweifelt die ganze Gegend ab, ruft ihr Telefon an und fragt, ob jemand sie gesehen hat. Schließlich ruft er bei der örtlichen Polizei an, um ihr Verschwinden zu melden, und macht sich auf den Weg zu ihrem Elternhaus.
Lisas Eltern, Barry und Anna Adams, geraten in einen kleinen Streit mit Will, als er versucht, ihnen zu erzählen, was passiert ist, und sie um Hilfe bei der Suche nach ihr bittet. In einer Rückblende wird die Spannung zwischen dem Paar deutlich: Lisa schlägt eine Auszeit vor, kann aber nicht erklären, warum sie nicht mehr in ihre Ehe investiert. Will kehrt anschließend zur Tankstelle zurück und trifft dort auf Detective Paterson, der den Tankstellenangestellten Oscar nach Überwachungsmaterial fragt, aber Oscar behauptet, die Kameras seien kaputt. Der Detektiv fährt zum Polizeirevier zurück. Will bemerkt, dass die Anzeigelampe der Kamera leuchtet. Er befragt Oscar und nimmt nach einem Streit den Rekorder mit, den er zu Paterson bringt. Sie sehen den Beginn von Lisas Interaktion mit Knuckles, bevor der weiße Lastwagen die Sicht versperrt, dann sind Lisa, Knuckles und das Auto weg.
Detective Paterson nimmt Will dann mit in den Verhörraum, aber die Fragen führen Will zu der Annahme, dass er verdächtigt wird, ihr Verschwinden aufgrund von Eheproblemen arrangiert zu haben. Er verlässt wütend den Raum und zeigt Anna und Barry das Bild des Mannes und seines Wagens aus dem Überwachungsvideo; sie identifizieren ihn als Knuckles, ihren Handwerker, und es ist sein Wagen. Will bricht in Knuckles’ Wohnwagen ein und befragt ihn über Lisa. Sie geraten in einen heftigen Streit, bei dem Will Knuckles schließlich überwältigt und ihm seine Waffe abnimmt. Knuckles sagt, er sei gezwungen worden, Lisa bei jemandem namens Frank zu lassen. Will fesselt Knuckles, packt ihn in seinen Kofferraum und fährt los, um Frank zu finden, wird aber wegen überhöhter Geschwindigkeit angehalten. Der Polizist fordert Will auf, aus seinem Auto auszusteigen, um es zu durchsuchen. Will weiß, dass der Polizist Knuckles im Kofferraum finden wird, und flieht durch den Wald an den Straßenrand. In der Zwischenzeit besucht Detective Paterson Barry und Anna, die Lisas Affäre mit „Clint“ enthüllen, aber dass sie seine Versuche, ihre Beziehung zu erneuern, zurückgewiesen hat. Eine weitere Rückblende zeigt, dass Anna Will gegenüber misstrauisch war.
Will erreicht eine tiefer gelegene Straße und trifft auf einen Mann, der sich als Franks Wächter entpuppt, ihn aber überredet, ihn passieren zu lassen. Er findet Franks Lager im Wald, eine verlassene Farm, deren Hauptgebäude ein umfangreiches, aber rudimentäres Drogenlabor ist. Die meisten Bewohner zeigen sich von seiner Anwesenheit unbeeindruckt. Er sieht Oscar ankommen, was seinen früheren Verdacht bestätigt. Will schleicht auf der Suche nach Lisa durch das Lager. Eine Rückblende zeigt den Moment, in dem Knuckles Lisa entführt und sie in seinem Auto bedroht. Will pirscht sich an Frank heran, zieht die Waffe und bittet ihn, den Aufenthaltsort seiner Frau zu verraten. Es kommt zu einem Feuergefecht, bei dem Frank und einer seiner Männer getötet werden. Ein kleines Feuer bricht auf dem Boden aus, nicht weit entfernt von Drogenchemikalien und Tanks mit entflammbaren Lösungsmitteln.
Die Anfangsszene mit Detective Paterson und Knuckles wird wiederholt, als Paterson Knuckles zu einem Geständnis drängt. Schließlich offenbart Knuckles, dass Lisa tot ist und er sie im Rahmen einer Lösegeldverhandlung entführt hat. Er beschreibt, wie er von Frank gezwungen wurde, „seinen Fehler zu korrigieren“ und ein Loch zu graben, um sie zu vergraben. Will, der nun das Lager durchsuchen kann, trifft auf Oscar, der ihm offenbart, dass er Lisas Telefon hat und weiß, wo sie ist, und 20.000 Dollar für Informationen verlangt. Plötzlich explodiert das Gebäude, wobei Oscar getötet wird, und Detective Paterson trifft am Tatort ein. Er bittet Will zu bleiben und untersucht das Loch, findet es aber leer. Zur gleichen Zeit hört Will ein Klopfen aus einem nahe gelegenen Schuppen und findet eine verängstigte, aber lebendige Lisa, die gefesselt ist. Sie umarmen sich und er trägt sie hinaus.
Im Haus der Adams kommt Detective Paterson kurz vorbei, um Will mitzuteilen, dass Knuckles gestanden hat und sagt, er wisse, dass nicht alle im Drogenlabor bei der Explosion ums Leben gekommen sind, da bei einigen Leichen Schusswunden gefunden wurden, aber er werde nicht weiter ermitteln. Er lächelt und fährt davon. Lisa sagt Will, er solle mit ihr mitkommen, und sie gehen lächelnd ins Haus ihrer Eltern.

## Produktion und Veröffentlichung
Der Film wurde im Juli 2021 von Voltage Pictures für den Vertrieb erworben. Er wurde am 1. Oktober 2022 auf Netflix in den Vereinigten Staaten eingestellt. Chase wurde nach seiner Veröffentlichung in den USA zum meistgesehenen Film auf Netflix.
Am 3. November 2022 berichtete Variety, dass Chase 747 Millionen Minuten auf Netflix angesehen wurde und der Film auf Platz 6 der Nielsen Streaming Top 10 Liste ist.

## Rezeption
Auf Rotten Tomatoes hat der Film eine Zustimmungsrate von 15 % basierend auf 13 Kritiken, mit einer durchschnittlichen Bewertung von 3.9/10. Common Sense Media gab dem Film 2 von 5 Sternen und behauptete, der Film schaffe es nicht, „Interesse an irgendeinem seiner Charaktere zu erzeugen“.